# A Lula e a Baleia
The Squid and the Whale  (A Lula e a Baleia no Brasil e em Portugal) é um filme norte-americano, do gênero comédia dramática, lançado em 2005. Dirigido por Noah Baumbach e produzido por Wes Anderson. Ele conta a história semi-autobiográfica de dois garotos no Brooklyn, aprendendo a lidar com o divórcio dos seus pais em 1980.
O filme tem o nome de um diorama de uma lula gigante e uma baleia cachalote chamado Giant Squid and Sperm Whale encontrado no Museu Americano de História Natural. O filme foi filmado em 16 mm, principalmente usando uma câmera portátil.
The Squid and the Whale foi sucesso com os críticos. Em 2005, no Sundance Film Festival, o filme ganhou prêmios de melhor direção e roteiro dramático, e foi nomeado para o Grande Prêmio do Júri. Baumbach mais tarde recebeu uma indicação ao Óscar em 2006 de Melhor Roteiro Original. O filme recebeu seis indicações ao Independent Spirit Award e três indicações ao Golden Globe. New York Film Critics Circle, Los Angeles Film Critics Association e o National Board of Review votou o seu roteiro como o melhor do ano.

## Sinopse
Brooklyn, 1986. Bernard Berkman (Jeff Daniels) já foi um romancista de grande sucesso, sendo que sua esposa Joan (Laura Linney) começa a despontar na área. Tanto Bernard quanto Joan já desistiram de seu casamento, com ambos deixando seus filhos, Walt (Jesse Eisenberg) e Frank (Owen Kline), à própria sorte. Para Walt esta situação serve como aprendizado e amadurecimento, mas para Frank trata-se de uma transição complicada pela qual será obrigado a passar.

## Elenco
- Jeff Daniels como Bernard Berkman
- Laura Linney como Joan Berkman
- Jesse Eisenberg como Walt Berkman
- Owen Kline como Frank Berkman
- Anna Paquin como Lili
- William Baldwin como Ivan
- Halley Feiffer como Sophie Greenberg
- Adam Rose como Otto
- Peter Newman como Mr. Greenberg
- Peggy Gormley como Mrs. Greenberg
- Greta Kline como Greta Greenberg
- Melissa Meyer como Professor
- Jo Yang como Nurse
- Ken Leung como School Counselor
- Henry Glovinsky como Lance
- David Benger como Carl
- Hector Otero como Hector
- Alexandra Daddario como Pretty Girl
- Michael Countryman como Mr. Simic
- Maryann Plunkett como Ms. Lemon

## Recepção
The Squid and the Whale foi recebido com aclamação da crítica. Ele marcou 82 dos 100 pontos no Metacritic de acordo com 37 críticos e 94% no Rotten Tomatoes com base em 140 críticas. Em um episódio de Ebert & Roeper, ambos os críticos elogiaram o filme e deram-lhe "dois polegares para cima" na avaliação. Na revisão de Roger Ebert, ele escreveu: "Tudo o que sei é que é melhor ser a baleia do que a lula. Baleias inspiram grandes romances".
Crítico da Premiere, Glenn Kenny elogiou o filme, escrevendo: "É raro um filme que pode ser convincentemente afetuoso, amargamente engraçado, e cruelmente incisivo no decorrer de menos de 90 minutos. The Squid and the Whale, não só consegue isso, ele também contém momentos que vão golpeá-lo com todas as três qualidades ao mesmo tempo. "
Crítico da Time, Richard Corliss, escreveu: "The Squid and the Whale é uma tragédia doméstica lembrada como comédia: um filme cujo catálogo de enganos e embaraços, e de amor como uma queda para as nádegas sobre si mesmo, torna-o como (excruciante) doloroso e (hilariante) engraçado."
O filme apareceu no topo de mais de 200 críticos listas dos dez 2005

## Premiações
- Indicação ao Óscar na categoria Melhor Roteiro Original
- Seis nomeações para o Independent Spirit Award . Melhor Longa, Melhor Diretor (Baumbach), Melhor Roteiro (Baumbach), Ator Coadjuvante (Jesse Eisenberg), Best Female Lead (Laura Linney) e MBest Male Lead (Jeff Daniels)
- Três indicações ao Golden Globe (Melhor Filme - Comédia ou Musical, Jeff Daniels de Melhor Performance de um Ator em Filme - Comédia ou Musical e Laura Linney de Melhor Performance de uma Atriz em Filme - Comédia ou Musical)
- Ganhou na Los Angeles Film Critics Association o prêmio de Melhor Roteiro
- Melhor Roteiro Original pela National Board of Review
- Ganhou na New York Film Critics Circle o prêmio de Melhor Roteiro
- Ganhou os prêmios de Melhor Roteiro e Melhor Atriz (Laura Linney) de 2005 na Toronto Film Critics Association

## Lançamento do DVD
O filme foi lançado em DVD em 21 de março de 2006 pela Sony Pictures. O DVD inclui um comentário de 45 minutos com o diretor Noah Baumbach, outro comentário de 40 minutos com Baumbach e Phillip Lopate, entrevistas com o elenco, e trailers.

## Trilha sonora
A trilha sonora apresenta duas canções de Loudon Wainwright III e uma de Kate and Anna McGarrigle. Wainwright e Kate McGarrigle foram brevemente casados durante os anos 1970 e tiveram dois filhos, Rufus Wainwright e Martha Wainwright (ambos os quais são também cantores/compositores musicais). As duas canções Loudon Wainwright III são do álbum de 1973 Attempted Mustache, em que McGarrigle tem uma influência significativa. "Lullaby" foi influenciado pelo nascimento de Rufus Wainwright, enquanto "The Swimming Song" características tanto McGarrigle e Loudon Wainwright no banjo de cinco cordas (um instrumento que McGarrigle Wainwright ensinou como jogar). O filme faz muitas referências a Risky Business, incluindo porções de "Love on a Real Train (Risky Business)" por Tangerine Dream, que apareceu na contagem do filme original. Baumbach originalmente queria usar a música "Behind Blue Eyes" do grupo inglês The Who em vez de "Hey You" do Pink Floyd, mas ele não poderia garantir os direitos para a primeira.

## Faixas
1. "Park Slope" - Britta Phillips & Dean Wareham
2. "Courting Blues" - Bert Jansch
3. "Holland Tunnel" - John Phillips
4. "Lullaby" - Loudon Wainwright III
5. "Heart Like a Wheel" - Kate & Anna McGarrigle
6. "The Bright New Year" - Bert Jansch
7. "Drive" - The Cars
8. "Let's Go" - The Feelies
9. "Figure Eight" - Blossom Dearie
10. "Come Sing Me a Happy Song to Prove We All Can Get Along the Lumpy, Bumpy, Long & Dusty Road" - Bert Jansch
11. "Hey You " - Pink Floyd (Performed by Dean Wareham)
12. "Family Conference" - Britta Phillips & Dean Wareham
13. "Street Hassle" - Lou Reed
14. "The Swimming Song" - Loudon Wainwright III[8]